# Хенри Стюарт
 Тази статия е за английския принц от 17 век.  За съпруга на Мария Стюарт вижте Хенри Стюарт, лорд Дарнли.  
Хенри Стюарт, първи херцог на Глостър (на английски: Henry Stuart), е английски принц – трети син на английския крал Чарлз I Стюарт и на френската принцеса Хенриета-Мария Бурбонска.

## Живот
Хенри е роден на 8 юли 1640 г. в двореца Оутлендс, Графство Съри, Англия.
След екзекуцията на баща му 6-годишният Хенри не успява да напусне Англия навреме заедно с братята и сестрите си и е пленен от хората на Оливър Кромуел. Отведен е в Лондон, където е затворен в кралския апартамент в бялата кула на лондонския Тауър. По време на дебатите за политическия режим в кралството след смъртта на Чарлз I е предложено на престола да бъде поставен Хенри, който да управлява като ограничен от Конституцията и Парламента монарх. Един от доводите за това е, че Хенри е още малък и за разлика от братята си Чарлз II и Джеймс II все още не е възприел католическите и абсолютистки възгледи на родителите си. Тези планове пропадат, след като Парламентът проваъзгласява Англия за република. Хенри е преместен на по-удобно място и му е позволено да живее на свобода под наблюдението на парламента.
През 1652 г. Оливър Кромуел позволява на Хенри да замине за Париж, където да се присъедини към майка си. По време на пленничеството му в Англия Хенри е възпитан като протестант, което става причина между него и майка му от самото начало да възникнат търкания по някои политически и религиозни въпроси, което разкрива и целите, които Кромуел преследва с освобождаването на Хенри. Неприязънта между майка и син става толкова голяма, че Хенриета прогонва сина си от Париж и той се присъединява към испанската армия, сражаваща се с французите край Дюнкерк. Хенри се отличава с храбростта си в битката и си спечелва репутацията на един от най-добрите протестантски войници в Европа. По това време Хенри се запознава с дезертиралия френски генерал Луи II дьо Конде, който предвожда испанските сили. Общата им неприязън към католическата църква (Луи е агностик и защитник на хугенотите, а Хенри – протестант) бързо ги сприятелява, така че малко преди смъртта му за Хенри се говори, че ще се ожени за племенница на Конде.
След сключването на мира между Франция и Испания, Хенри живее в едно от именията на Конде до смъртта на Кромуел, която води до реставрацията на монархията в Англия. Така Хенри се сдобрява с брат си Чарлз II и заедно с него се завръща в Англия през май 1660 г. В Лондон Хенри се настанява да живее в Уайтхол. Чарлз II удостоява Хенри с титлите Херцог на Глостър и Граф на Кеймбридж. Малко след това Хенри се разболява от шарка и умира на 18 септември 1660 г. на 20-годишна възраст.